# 蘇悉地院

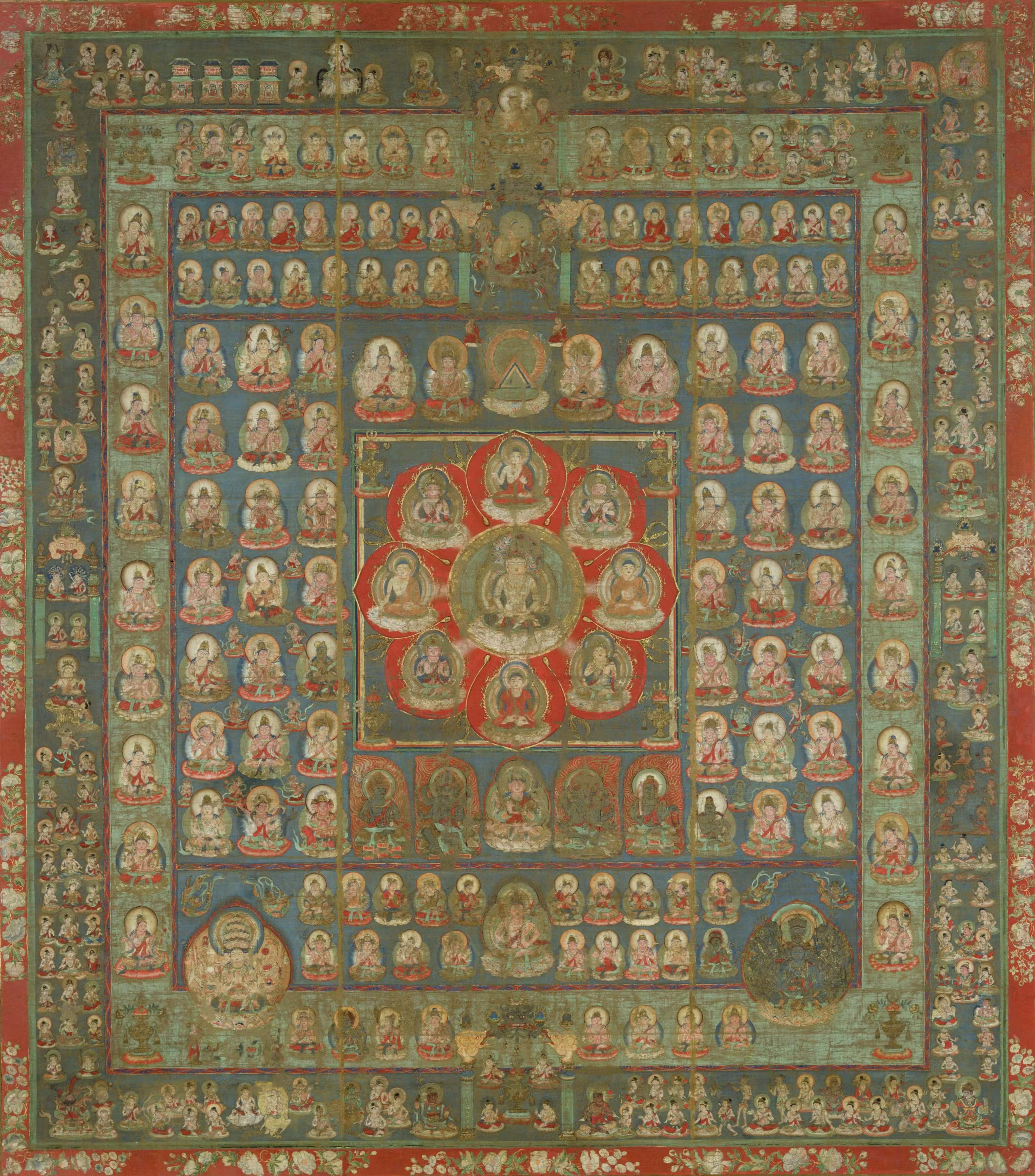
胎蔵曼荼羅

蘇悉地院（そしつじいん）は両界曼荼羅の一つ、胎蔵曼荼羅の下部（虚空蔵院の下）に位置する院（区画）。
虚空蔵院のはたらきを、利他の実践によってさらに成就させる諸尊が座する。
蘇悉地とは悟りの境地に達することを意味する。
本来は虚空蔵院の第3列であったが、上部の釈迦院・文殊院の2院に対称となるように、虚空蔵院を分割し、虚空蔵院と蘇悉地院の2院にしたといわれる。
虚空蔵院が仏部・金剛部・蓮華部の諸尊のはたらきの円満（仏果徳）をあらわし、蘇悉地院の諸尊がその果徳を（利他の）実践によってさらに成就することが意図されている。
以下の8尊が坐する。
| 十一面観自在菩薩 じゅういちめんかんじざいぼさつ | 一髻羅刹 いっけいらせつ | 孔雀王母菩薩 くじゃくおうもぼさつ | 不空供養宝菩薩 ふくうくようほうぼさつ | 不空金剛 ふくうこんごう | 金剛軍荼利菩薩 こんごうぐんだりぼさつ | 金剛将菩薩 こんごうしょうぼさつ | 金剛明王 こんごうみょうおう |